# Cyrano (película)
Cyrano es una película de drama romántico y musical de 2021, dirigida por Joe Wright y escrita por Erica Schmidt, basada en el musical de Schmidt de 2018 del mismo nombre, basado a su vez en la obra de Edmond Rostand de 1897 Cyrano de Bergerac. La película es protagonizada por Peter Dinklage, Haley Bennett, Kelvin Harrison Jr., Bashir Salahuddin y Ben Mendelsohn.
La película tuvo su estreno mundial en el 48° Festival de Cine de Telluride el 2 de septiembre de 2021 y tuvo un estreno en cines de una semana en Los Ángeles el 17 de diciembre de 2021, antes de un estreno limitado en los Estados Unidos el 28 de enero de 2022 por United Artists Releasing. Fue nominada a mejor película - Comedia o musical y mejor actor - Comedia o musical (Dinklage) en los Premios Globo de Oro de 2021. No obstante dichas nominaciones, la película recibió críticas mixtas y es considerada por algunos críticos, como una adaptación con corrección política de ideología progresista

## Reparto
- Peter Dinklage como Cyrano de Bergerac
- Haley Bennett como Roxanne
- Kelvin Harrison Jr. como Christian
- Bashir Salahuddin como Le Bret[5]
- Ben Mendelsohn como De Guiche

## Producción
En agosto de 2020 se anunció que Metro-Goldwyn-Mayer había adquirido los derechos de la película, que fue escrita por Erica Schmidt, basada en su musical de teatro Cyrano. La película será producida por Working Title Films y Joe Wright fue el encargado de dirigir. Peter Dinklage y Haley Bennett volverán a interpretar sus papeles del musical teatral, con Ben Mendelsohn y Brian Tyree Henry también en el elenco. Kelvin Harrison Jr.se unió al elenco en septiembre de 2020. Bashir Salahuddin se unió más tarde al elenco para reemplazar a Tyree Henry. La música de la película fue escrita por miembros de The National.
La fotografía principal comenzó en Sicilia en octubre de 2020, durante la pandemia de COVID-19 en Italia.

## Estreno
La película tuvo su estreno mundial en el Festival de Cine de Telluride el 2 de septiembre de 2021. Al final de su carrera, se habrá proyectado en festivales de cine en Hamptons, Mill Valley, Roma, y Savannah.
La película estaba originalmente programada para un estreno limitado en cines en los Estados Unidos el 25 de diciembre de 2021, pero la fecha de estreno se trasladó al 31 de diciembre. En noviembre de 2021, United Artists Releasing cambió los planes de estreno de la película en un esfuerzo por posicionarse mejor para la calificación y la contención de los Premios de la Academia: tuvo una presentación en cines exclusiva de una semana en Los Ángeles el 17 de diciembre, a la que le siguió un estreno limitado en cines en Estados Unidos el 21 de enero de 2022, antes de expansiones más amplias en las siguientes semanas.

## Premios y nominaciones
| Premios                                        | Fecha                  | Categoría                           | Nominados                                                                | Resultado | Ref.   |
| ---------------------------------------------- | ---------------------- | ----------------------------------- | ------------------------------------------------------------------------ | --------- | ------ |
| Detroit Film Critics Society                   | 6 de diciembre de 2021 | Mejor película                      | Cyrano                                                                   | Ganadora  | [ 18 ] |
| Detroit Film Critics Society                   | 6 de diciembre de 2021 | Mejor actor                         | Peter Dinklage                                                           | Ganador   | [ 18 ] |
| Detroit Film Critics Society                   | 6 de diciembre de 2021 | Mejor uso de música                 | Cyrano                                                                   | Nominada  | [ 18 ] |
| Washington D. C. Area Film Critics Association | 6 de diciembre de 2021 | Mejor banda sonora                  | Aaron y Bryce Dessner                                                    | Nominados | [ 19 ] |
| Premios Globo de Oro                           | 9 de enero de 2022     | Mejor Película - Comedia o musical  | Cyrano                                                                   | Nominada  | [ 20 ] |
| Premios Globo de Oro                           | 9 de enero de 2022     | Mejor actor - Comedia o musical     | Peter Dinklage                                                           | Nominado  | [ 20 ] |
| Hollywood Critics Association                  | 28 de febrero de 2022  | Mejor película de comedia o musical | Cyrano                                                                   | Pendiente | [ 21 ] |
| Hollywood Critics Association                  | 28 de febrero de 2022  | Mejor actor                         | Peter Dinklage                                                           | Pendiente | [ 21 ] |
| Hollywood Critics Association                  | 28 de febrero de 2022  | Mejor canción original              | Peter Dinklage, Haley Bennett y Kelvin Harrison Jr. (por "Every Letter") | Pendiente | [ 21 ] |
| Costume Designers Guild Awards                 | 9 de marzo de 2022     | Mejor película de época             | Massimo Cantini Parrini y Jacqueline Durran                              | Pendiente | [ 22 ] |
| Premios de la Crítica Cinematográfica          | 13 de marzo de 2022    | Mejor actor                         | Peter Dinklage                                                           | Pendiente | [ 23 ] |
| Premios BAFTA                                  | 13 de marzo de 2022    | Mejor película británica            | Joe Wright, Tim Bevan, Eric Fellner, Guy Heely y Erica Schmidt           | Pendiente | [ 24 ] |
| Premios BAFTA                                  | 13 de marzo de 2022    | Mejor diseño de vestuario           | Massimo Cantini Parrini                                                  | Pendiente | [ 24 ] |
| Premios BAFTA                                  | 13 de marzo de 2022    | Mejor maquillaje y cabello          | Alessandro Bertolazzi y Siân Miller                                      | Pendiente | [ 24 ] |
| Premios BAFTA                                  | 13 de marzo de 2022    | Mejor diseño de producción          | Sarah Greenwood y Katie Spencer                                          | Pendiente | [ 24 ] |
| Premios Satellite                              | 18 de marzo de 2022    | Mejor Película - Comedia o musical  | Cyrano                                                                   | Pendiente | [ 25 ] |
| Premios Satellite                              | 18 de marzo de 2022    | Mejor actor                         | Peter Dinklage                                                           | Pendiente | [ 25 ] |
| Premios Satellite                              | 18 de marzo de 2022    | Mejor diseño de vestuario           | Massimo Cantini Parrini                                                  | Pendiente | [ 25 ] |
| Premios Óscar                                  | 27 de marzo de 2022    | Mejor diseño de vestuario           | Massimo Cantini Parrini y Jacqueline Durran                              | Pendiente | [ 26 ] |

## Recepción, críticas y polémica
Fue en 2019 cuando a Erica Schmidt, esposa del actor Peter Dinklage se le ocurrió la idea de un musical donde un enano reemplazara al clásico personaje de Cyrano, un hombre que vivía a la sombra del complejo que sentía por su nariz. La película recibió críticas mixtas tanto por parte de la crítica especializada como de los espectadores donde no se dejó de hacer notar que en esta nueva versión habían puesto a un Cyrano enano y a un Christian negro en la Francia del siglo XVII donde ni siquiera Cyrano contaba con su clásica y destacable nariz. El sitio IMDb calificó la película con 6.4 no logrando igualar o superar el éxito de la predecesora Edmond de Alexis Michalik. La página Rotten Tomatoes por su parte fue más beneplácita en ese punto y calificó la película con un 85% de aprobación destacando su aspecto como musical. Filmaffinity oportunamente la puntualizó con un 5.7 y cosechó opiniones diversas que iban desde quienes consideraban la obra como una versión diferente a quienes la conceptualizaron como "el destrozo de una obra clásica para resaltar pseudovalores actuales".
El crítico español Jorge Loser expresó "Un musical donde lo peor son los números musicales".
Susana "Damarela" Rossignoli de Generación Friki "Siguen sin gustarme los anacronismos, no los defenderé jamás, y en este musical ambientado en el s. XVII los hay a patadas. Nunca una mujer como Roxane conseguiría la independencia que desea, nunca podría empoderarse de semejante forma, nunca un hombre negro habría llegado a puestos de poder, nunca un enano habría entrado en el cuerpo de mosqueteros".
Fernando Merino del periódico español Okdiario opinó "El ‘Cyrano’ de Erica Schmidt, un audaz ejercicio de transgresión. La mediocridad en los tiempos que corren vuelve a superarse a sí misma en los asuntos de la corrección política con la estúpida ocurrencia de convertir el clásico francés Cyrano de Bergerac (1897) de Edmond Rostand en una absoluta mofa, que para quienes desconozcan el significado de la palabra se refiere a un gesto de desprecio, en este caso convertir a Cyrano en un enano y al pretendiente de Roxanne en un negro." 